# پیرگیاه رایج
پیرگیاه رایج، پیام بهار، زردپولی، زردتی‌تی (نام علمی: Senecio gallicus) نام یک گونه از سرده پیرگیاه است.